# Sugár S. András
Sugár S. András (Budapest, 1956 –) okleveles villamosmérnök, gazdasági mérnök, üzletember, könyvkiadó.

## Iskolái
A budapesti Kölcsey Ferenc Gimnáziumban érettségizett. Budapesti Műszaki Egyetemen 1980-ban okleveles villamosmérnök, ugyanott gazdasági mérnök 1985-ben.
1986-1988 MLEE Gazdasági szakosító

## Munkahelyei
A VBKM (Villamos Berendezés és Készülék Művek) Fejlesztési Intézetében tervezőmérnök, majd 2004-től az Építőipari Innovációs Alapnál az első „kisbankok” egyikénél, az Ybl Bank jogelődjénél dolgozik, ahol a bankszakmát tanulja, majd osztályvezető lesz. 1988-ban fejezi be a Marxista-Leninista Esti Egyetem gazdasági szakosítóját. Ebben az évben válik meg az UNICBANK (a Raiffeisen bank jogelődje) osztályvezetői posztjától, hogy részt vegyen a Postabank alapításában. Annak megalakulásától az Üzleti Igazgatóság vezetője. Kölcsön, lízing és befektetési ügyekkel foglalkozott. Igazgatósági vagy felügyelő bizottsági tag: Providencia Biztosító Rt., Dunaholding Rt., Medicor Rt., Ingatlanbank Rt., Alkotó Ifjúság Rt. Vezérigazgató-helyettessé történő kinevezése hetében, 1990-ben felmond a Postabanknál. Átmeneti ideig a Lízing Kft. igazgatója, majd 1991-től magáncégeket alapít. Társai Kármán Ferenc és Lebovits Gábor. Létrejön az ALASKA Befektetési Kft. A cégcsoporthoz tartozott az Arany-Bróker Rt., ahol az igazgatóság elnöke, az SK Credit, SK Lízing, SK Audit, továbbá a MOTO-BAU Kft. Ez idő tájt az orvosi műszereket gyártó ASK Kft. (Böhringer Manheim csoport tagja) felügyelő bizottságában is ténykedik. 1996-97-ben értékesítésre kerül az Arany-Bróker Rt. (vevő: BKD Bank) és az SK Lízing Kft.(vevő: SIEMENS). 1997 januárjától Magyar Értékpapír-forgalmazó és Befektetési Rt. (MÉB Rt.) vezérigazgatója, egyben az igazgatóság tagja. A Váltó-4 Libra Ingatlanhasznosító Rt. Igazgatóságának elnöke. 1999-ben A MÉB Rt.-nél is felmond, ezt követően 2000-től ismét az ALASKA Kft. ügyvezető igazgatója.
2005 szeptemberétől működik együtt a Scolar Kiadóval (társtulajdonos), üzletrészét a kiadóban 2015 végén értékesíti. 2015-től A Könyv és Kávé Kft.-ben folytatja a könyvkiadást.  2004-2011 között a Richter Gedeon Nyrt. felügyelőbizottság tagja, illetve 2007- 2010 a HM Kaszó Erdőgazdaság Zrt. Igazgatóságának elnöke. 2011-2012 Magyar Könyvkiadók és Könyvterjesztők Egyesülete felügyelőbizottság tagja, majd ugyanott 2012 óta igazgatósági tag 2018 februárjáig. 2012-től a Supka Géza Alapítvány kuratóriumának munkájában vett részt 2018 nyaráig.

## Magánélete
Nős, két felnőtt gyereke van.

## Művei
Én Memoriam címmel 2006-ban kötete jelent meg